# Goosebumps 2: Призрачен Хелоуин
„Goosebumps 2: Призрачен Хелоуин“ (на английски: Goosebumps 2: Haunted Halloween) е американска свръхестествена комедия на ужасите от 2018 г. на режисьора Ари Сандел, по сценарий на Роб Лийбър и Дарън Лемке. Като самостоятелно продължение на „Goosebumps: Страховити истории“ (2015), базиран е на едноименната поредица книги, написани от Робърт Стайн. С изключение на Джак Блек, който се завърна като Стайн, никой от актьорския състав в първия филм не се завръщат в този филм. Новият състав се състои от Уенди Маклендън-Кови, Мадисън Айсман, Джеръми Рей Тейлър, Калийл Харис, Крис Парнел и Кен Джонг. За разлика от предишният филм, „Вилидж Роудшоу Пикчърс“ не участва във филма и не е презентиран в 3D. Премиерата на филма е пусната в Съединените щати на 12 октомври 2018 г. от „Сони Пикчърс Релийзинг“ под етикета му „Кълъмбия Пикчърс“. Филмът получава смесени отзиви от критиката, и печели 93 млн. долара в световен мащаб срещу бюджет от 35 млн. долара.